# Logi-Methode
Die Logi-Methode ist eine kohlenhydratreduzierte Ernährungsform, die auf Ernährungsempfehlungen für übergewichtige Kinder und Jugendliche der Adipositasambulanz der Harvard-Universitätskinderklinik aufbaut. Sie soll eine gesunde Ernährung bieten, die auch eine Gewichtsreduktion, ohne zu hungern, ermöglicht. Logi stand dort für die Abkürzung für Low Glycemic Index (englisch für „niedriger Glykämischer Index“). In Deutschland wurde sie von dem deutschen Ernährungswissenschaftler Nicolai Worm angepasst und Ende 2003 in Buchform veröffentlicht. Sie adaptiert die Vorschläge von David Ludwig (Director Obesity Program, Harvard Uni-Kinderklinik) unter Evidenz-Gesichtspunkten. Da der Glykämische Index nach Worms Auffassung „nur die halbe Wahrheit“ darstellt, definiert er Logi als „Low Glycemic and Insulinemic“, also mit niedrigem Blutzucker- und Insulinspiegel. Worm will die Logi-Methode nicht als Diät, sondern als dauerhafte Ernährungsweise verstanden wissen.

## Die Logi-Pyramide
Im Prinzip darf der Anwender der Logi-Methode alles essen. Er soll sich bei der Lebensmittelauswahl an der 4-stufigen Logi-Pyramide orientieren, die im Stile der üblichen Ernährungspyramiden die Gewichtung der empfohlenen Nahrungsmittelauswahl grafisch verdeutlicht. Stärkefreies bzw. stärkearmes Gemüse und Obst sowie gesunde Öle stellen die Basis der Ernährung dar. Von Salaten und Gemüsen darf der Anwender reichlich essen.
Der Schwerpunkt sollte dabei auf den stärke- und zuckerarmen, ballaststoff- und wasserreichen Vertretern aus dieser Lebensmittelgruppe liegen. Wegen ihres hohen Gewichts und Volumens sollen sie am besten sättigen, und da ihr glykämischer Index zudem äußerst niedrig ist, sollen sie den Stoffwechsel in idealer Weise beeinflussen, so Worm. Obst darf auch verzehrt werden. Doch je süßer die Frucht, desto größere Mengen Zucker bzw. Kohlenhydrate kann sie enthalten und so eine relativ hohe glykämische Last bewirken, sodass hier Zurückhaltung angezeigt ist. Für den Gemüse- und Obst-Konsum gilt auch bei der Logi-Methode die bekannte „Fünf am Tag“-Empfehlung, d. h. fünfmal am Tag sollte Obst und Gemüse verzehrt werden, davon drei Portionen Gemüse und zwei Portionen Obst. Die in der herkömmlichen Ernährungspyramide an der Spitze befindlichen Öle verschieben sich zur Basis. Den Vorzug erhalten Olivenöl sowie Öle mit relativ hohem Anteil an Omega-3-Fettsäuren, also Rapsöl, Walnussöl und Leinöl.
Auf der zweiten Stufe der Pyramide sind Eiweißlieferanten wie mageres Fleisch, Geflügel und fetter oder magerer Fisch sowie Milchprodukte, Eier, Nüsse und Hülsenfrüchte zu finden. Von diesen Nahrungsmitteln sollte etwas in jede Mahlzeit eingebaut werden.
Auf der vorletzten Stufe der Pyramide befinden sich die Vollkornprodukte sowie brauner Reis und Nudeln. Das heißt, sie müssen nicht völlig vom Speiseplan gestrichen werden, sollten aber nur in geringen Mengen verzehrt werden. Die Begründung: Sie haben einen mittleren GI, erzeugen aber aufgrund ihres hohen Kohlenhydratanteils bei der üblichen Portionsgröße eine relativ hohe glykämische Last. Diese Positionierung steht in deutlichem Kontrast zu den derzeitigen quasi-offiziellen Ernährungspyramiden, z. B. der Deutschen Gesellschaft für Ernährung (Version vor 2005), bei denen diese Kohlenhydratträger an der Basis stehen.
An der Spitze der Pyramide sind Getreideprodukte aus raffiniertem Mehl (Weißmehl), mehlige Kartoffeln und Süßwaren positioniert. Diese sollten nur selten oder gar nicht verzehrt werden.

## Theoretische Grundlagen
- Basis sind die glykämische Last und der Blutzuckerspiegel: er soll durch Kohlenhydratrestriktion auf konstant niedrigem Niveau gehalten werden, um eine verbesserte Sättigungswirkung und Fettverbrennung zu ermöglichen.
- Der Körper soll durchschnittlich etwa 80 g bis 130 g an Kohlenhydraten aufnehmen, was der Theorie nach gesundheitsfördernd wirken soll sowie die Leistungsfähigkeit und das Wohlbefinden steigert.[2]
- Um dies zu erreichen, soll die benötigte Energie zu etwa 45 Prozent aus fetthaltiger und zu etwa 25 Prozent aus eiweißreicher Nahrung kommen.
- Die erhöhte Zufuhr von Gemüse, Salat, Obst, Beeren, Pilzen, Hülsenfrüchten etc. führt zu einer hohen Ballaststoff- und Wasseraufnahme bei niedriger Energiedichte.[3]
- Die erhöhte Eiweißzufuhr soll neben der langanhaltenden Sättigung im Zuge der spezifisch-dynamischen Wirkung bei der Verdauung energetisch vorteilhaft sein.
- Dank eines Basenüberschusses bestehe kein Übersäuerungsrisiko.

Prinzipiell ist die Logi-Methode laut Worm für alle Menschen geeignet. Am meisten profitierten übergewichtige Personen mit erhöhten Blutfett- und Blutzuckerwerten und vor allem solche, die am metabolischen Syndrom leiden, aber auch Patienten mit Typ-2-Diabetes (Diabetes mellitus).
Nach Worm gilt: Bei der Methode bleibt der Blutzuckerspiegel konstanter als bei einer Ernährungsweise, die die glykämische Last nicht berücksichtigt. Größere Blutzuckerschwankungen und/oder Blutzuckerspitzen werden verhindert, so dass der Insulinspiegel im Tagesverlauf immer relativ niedrig gehalten wird. Das bringt gesundheitliche Vorteile mit sich: Zum Beispiel werden dadurch die Blutfettwerte gesenkt und der Bildung von Fettdepots vorgebeugt. Auch Gicht-Patienten haben Vorteile, da die Harnsäurewerte trotz höheren Fleischkonsums sinken sollen. Eine Ausnahme bilden Patienten, deren Harnsäurespiegel auf Grund einer Nierenerkrankung zu hoch und deren Nierenfunktion eingeschränkt ist.

## Studien zur Wirksamkeit
In einer im Januar 2006 veröffentlichten Studie wird über die positiven Erfahrungen von Typ-II-Diabetikern berichtet, die sich in der Reha-Klinik Überruh drei Wochen nach LOGI-Kost (20–30 % Kohlenhydrate, 20–30 % Eiweiß, 40–50 % Fett) ernährt haben.
Neben einer Gewichtsabnahme wurde bei den Stoffwechselvariablen eine signifikante Besserung beobachtet. Außerdem konnten mehr als die Hälfte der Patienten die Medikamente (orale Antidiabetika und Insulin) absetzen und bei den anderen war eine Reduktion um etwa die Hälfte möglich. Inzwischen haben drei weitere klinische Studien aus Deutschland die Wirksamkeit der LOGI-Methode überprüft.
Die 2010 veröffentlichte, europäische Diogenes-Studie, an der 772 Familien mit 938 übergewichtigen Erwachsenen und 827 Kindern teilgenommen haben, unterstützt die Theorie der Logi-Methode, indem sie zeigte, dass eine eiweißreiche Ernährung mit kohlenhydratreduziertem Anteil dem Übergewicht vorbeugt bzw. das Abnehmen erleichtert, den Jo-Jo-Effekt verhindert und am leichtesten im Alltag dauerhaft umgesetzt werden kann. Die Studiengruppe mit einer Kost mit erhöhtem Eiweißanteil (25 Prozent Eiweißanteil) und niedrigem Glykämischen Index hatte von allen 5 Studiengruppen die besten Ergebnisse.
Eine andere 2010 veröffentlichte Studie unterstützt die These, dass eine fettarme, kalorienreduzierte Kost mit einem hohen Eiweißanteil (33 %) im Vergleich zu einer Kost mit normalem Eiweißanteil (19 %) über einen Zeitraum von 16 Wochen dazu führt, dass sich Körpergewicht, Körperfettmasse und der Taillenumfang mit der kalorienreduzierten Hochprotein-Kost in Verbindung mit einem Krafttraining am besten reduzieren.

## Unterschied zu ähnlichen Diäten
- Die Logi-Methode ist der Montignac-Methode und der Glyx-Diät ähnlich. Jedoch wird bei der Logi-Methode weniger der GI (Glykämischer Index) und mehr die GL (Glykämische Last) zur Auswahl der Lebensmittel herangezogen, was sie deutlich von den genannten unterscheidet.
- Logi kann als so genannte Low-Carb-Ernährung eingestuft werden. Im Gegensatz zu der Atkins-Diät sind aber Lebensmittel mit Kohlenhydraten in deutlich höherem Umfang erlaubt.
- Logi ist eine Weiterentwicklung der Ernährungsvorschläge von David Ludwig von der Medizinischen Fakultät der Harvard-Universität.[9] Nicolai Worm hat dessen Logi-Pyramide einvernehmlich modifiziert.

## Kritik
- Die Bedeutung des glykämischen Index bzw. der glykämischen Last wird von einigen Ernährungswissenschaftlern in Frage gestellt, in Deutschland vor allem durch die Deutsche Gesellschaft für Ernährung, die eine kohlenhydratlastige Ernährung vertritt. Auch das Deutsche Institut für Ernährungsforschung zweifelt in einer Stellungnahme aus dem Jahr 2004 die Bedeutung des Glykämischen Index für die Körpergewichtsentwicklung an.[10]
- Für Menschen mit eingeschränkter Nierenfunktion sind eiweißreiche Kostformen nur mit Vorsicht und unter ärztlicher Begleitung anzuraten.

### Studien
- J. Scholl: Kondition, Kraft und Grünzeug gegen Diabetes. (PDF; 119 kB) systemed.de
- Abstract: Low glycaemic index or low glycaemic load diets for overweight and obesity
- Abstract: High Dietary Glycemic Load and Glycemic Index Increase Risk of Cardiovascular Disease Among Middle-Aged Women
- Abstract: Long-term effects of 2 energy-restricted diets differing in glycemic load on dietary adherence, body composition, and metabolism
- Abstract: A randomized controlled trial on the efficacy of carbohydrate-reduced or fat-reduced diets in patients attending a telemedically guided weight loss program